# لوكاس برناردي
لوكاس برناردي (بالإسبانية: Lucas Bernardi)‏ مواليد 27 سبتمبر 1977 في روساريو، هو لاعب كرة قدم أرجنتيني دولي سابق كان يلعب كلاعب وسط. اعتزل اللعب عام 2014 مع نيولز أولد بويز. بدأ مسيرته الرياضية عام 1998 مع نيولز أولد بويز.

## المسيرة الاحترافية

### أندية لعب لها
- نيولز أولد بويز
- أولمبيك مارسيليا
- نادي موناكو

## روابط خارجية
- لوكاس برناردي على موقع رابطة كرة القدم الفرنسية للمحترفين (الإنجليزية)
- لوكاس برناردي على موقع قاعدة بيانات كرة القدم.إي يو (الإنجليزية)
- لوكاس برناردي على موقع ناشيونال فوتبول تيمز (الإنجليزية)
- لوكاس برناردي على موقع Soccerway.com (الإنجليزية)